# مشروع نساء تحت الحصار
مشروع نساء تحت الحصار هو مبادرة مستقلة تابعة لـ مركز الإعلام النسائي، يوثق المشروع على الإنترنت وعبر وسائل التواصل الاجتماعي كيف يتم استخدام الاغتصاب والعنف القائم على النوع الاجتماعي كأدوات في الحرب والإبادة الجماعية. يستخدم المشروع الصحافة للتحقيق وإلقاء الضوء على هذه القضايا التي تؤثر على النساء في جميع أنحاء العالم، وبشكل خاص المتواجدات في مناطق النزاع. قالت لورين وولف، مديرة مشروع نساء تحت الحصار: «أن الخطوة الأولى لتحدي الاغتصاب هي إيقاف لوم الضحية والتركيز على مرتكبي جريمة الاغتصاب، والثقافات التي تجعلهم ما هم عليه». إن مديرة مشروع نساء تحت الحصار، هي لورين وولف،  والمحرر المساعد لمشروع نساء تحت الحصار هي شازدة عمري. تم تنظيم المشروع تحت رعاية مركز الإعلام النسائي، لكنه يعمل بشكل مستقل، بالإضافة إلى المساهمات التي تأتي من الأفراد، الشركات، والمؤسسات.
يكشف المشروع عن الوجه الأكثر بشاعة في إدارة الصراعات، ذاك الذي يستخدم الاغتصاب؛ وممارسة العنف القائم على النوع، كأداة من أدوات الحرب، والإبادة الجماعية.                                                
يستند المشروع على الصحافة الإستقصائية للتحقيق في هذه الجرائم لكشفها، وتسليط الضوء عليها، وإيضاح مدى تأثيرها على مستقبل المرأة في شتى أنحاء العالم، وخصوصا في دوائر الصراع.
"علينا محاصرة الجانى، فهو المجرم الفعلى، الذي يجب على البشرية كشفه، ومعاقبته، كفوا عن لوم الضحية، فنحن نعذبها بالنظرة الدونية التي تعنفها، وتحاصرها بإتهامات، قد تدمر حياتها، وحياة أسرتها، على الرغم بأنها هي المصابة " فالخطوة الأولى في تحدى جرائم الاغتصاب هو التركيز على الجناة الفعليين، والثقافات التي أنتجتهم". ذلك ما أكدته لورين وولف، مدير مشروع النساء تحت الحصار.

## نبذة لمواجهة تأصيل فكرة أن الضحية مدانة
يرى الزعماء، وقادة الجيش أن النساء «غنائم حرب»، بينما يعتبرهم الجانب الأخر «سببا في فشل الحرب»   ذلك ما يطرحه مقال «العنف الجنسي في زمن الحرب» باستخدام صياغة لفظية تحمل معنى مركبا، ومزدوجا تماما كتلك الرؤية التي ينظر بها للمرأة، كما يضيف المقال أيضا بأن الرجال كالنساء معرضون لخطر الاستخدام في مناطق القتال، التي يستخدم فيها الاغتصاب، والعنف الجنسي من أجل إذلال، وترهيب الأفراد، والأسر، والجاليات. يطرح أيضا المقال فكرة تبدو شائكة لكنها ربما تكون صحية، وصحيحة حتى على المستوى النفسي لبطل الحكاية، التي \الذي ينظر إليها/إليه كضحية، وهي كشف جريمة الاعتداء: من الصعوبة محاصرة، ومنع جرائم الاغتصاب، والعنف الجنسي لأنها «مخفية بدرجة كبيرة»  فلا يتم التعامل معها، حتى في البلدان التي لديها نظم دعم لمساعدة الضحايا، تمتنع الضحايا عن الإبلاغ عن هذه الجرائم ، إضافة إلى ذلك، تمتنع النساء الضحايا عن إتهام الجناة لتعقيد، وصعوبة العملية القانونية، الشعور بالخزى، أو العار، الخوف من عدم تصديقهم، وبالقطع يعد الأمر أكثر سوءا في مناطق الحرب، ومخيمات اللاجئين، فالنساء في مناطق النزاع تشعر بالذعر من الحديث عن تعرضهن للاعتداء الجنسي.

## الخلفية التاريخية للتوثيق
بدأت «غلوريا شتاينم» في عام 2012 مشروع «النساء تحت الحصار» لتوثيق العنف ضد المرأة أثناء النزاعات العنيفة، وأصبحت الفكرة بعدها ملهمة للكتابة، فظهر كتاب «العنف الجنسي ضد النساء اليهوديات أثناء المحرقة» بقلم كلا من؛"سونجا م.هيدجيث، رشيل ساديل ", وكتاب «في الطريق المظلم من الشارع: النساء السود، والمقاومة: تاريخ جديد لحركة الحقوق المدنية من روزا باركس إلى القوة السوداء» بقلم «دانييل ماكجواير».
«يجب أن تنكشف المعاناة، لا يمكن اعتبارها كقدرا محتوما يجب علينا قبوله في صمت، لا تلوموا الضحية أبدا، ما دامت هذه الجرائم لازالت مستمرة».
هذا ما دعت إليه «شتاينم» بعد قراءة الكتابين، وأضافت متسائلة، هل هناك دروس مستفادة من التاريخ، والأحداث الجارية، هل إذا كانت هذه المعلومات منتشرة على نطاق أوسع، وكان الناس على علم بهذ القضايا، فمن الممكن مستقبليا منع الاغتصاب، والعنف القائم على الجنس؟.
قررت بعدها «شتاينم» بدء موقع على شبكة الإنترنت لزيادة الوعى حول القضية، وتمنت أن يخلق ذلك رابط بين النساء الضحايا، وبين المجتمع الداعم، الذي يقف ضد هذه الجرائم، وألا يراها «جزءا أساسيا من الحرب» مؤكدة:
«إن العنف القائم على أساس الجنس سياسي، وعلنى، لذلك فهناك إمكانية لتغيره، لكن لا يمكن معالجة جرائم الاغتصاب القائمة على نوع الجنس ما لم يتم كشفها، وتوثيقها».

## مهمة الموقع
يشمل موقع «النساء تحت الحصار»:                                                                                  
-    مدونات حول العنف.                                                                                                        
-    حسابات شخصية للضحايا الأوائل تروى قصصهم.                                                          
-    أجرت «وولف» عدة مقابلات حول العالم، باحت فيها النساء بشهاداتهم في هذا الأمر، ولم تكن المشاركات بالضرورة حول الأحداث الجارية، فكتبت؛ مثلا، «جاميا ويلسون» مقالا عن النساء، والعنف الجنسى أثناء الاحتجاجات المدنية.  -  أكدت «شتاينم» أن الموقع دعم النساء، ومنح لهم صوتا حتى يتأكدن بأنهم ليسوا بمفردهم، أو منبوذات.
أشادت جريدة «نيويورك تايمز»  بالمحتوى الأصلى للموقع بسب تقاريره الصادقة، والحادة المتعلقة بهذه القضايا. وفي عام 2014 أفادت «وولف» أن العديد من الأشخاص وجدوا موقعها عبرعمليات بحث «مزعجة»، فقد شملت بعض عمليات البحث عبارات مثل «كيفية اغتصاب المرأة»؟ و«هل تتحمل المرأة المسئولية عن الاغتصاب»؟. وضحت «وولف» بأن هذه الأنواع من عمليات البحث تبين مدى أهمية التعليم في مكافحة العنف الجنسي.

## أبحاث، ودراسات
تقوم «النساء تحت الحصار» بإجراء أبحاث تفصيلية، وتقديم دراسات حالة للضحايا، يتم نشرها عبرالموقع الإلكترونى، كما تحاول النساء حاليا بتحديد الاعتداءات الجنسية التي حدثت أثناء النزاع الأوكراني، لكنه يصعب تسجيل الأرقام لأن الشرطة الأوكرانية «تحبط محاولات النساء في الإبلاغ عن حالات الاغتصاب»  تشمل المشاريع الأخرى بيانات من «المسح الدولى للرجال، والمساواة بين الجنسين (IMAGES)» لمعالجة قضية الاغتصاب في جمهورية الكونغو الديمقراطية "DRC".

## تحديد لمصادر الحشد بالترابط مع وسائل التواصل الإجتماعى
استخدم المشروع مصادر لإنشاء خرائط تبين أماكن الاعتداء الجنسي. وفي عام 2012 دعت «النساء تحت الحصار» مواطنين سوريين، وبعض العاملين مع اللاجئين السوريين لتقديم معلومات حول الاغتصاب، والاعتداء الجنسي، تم إدراج هذه المشاركات من خلال جمع المعلومات    أيضا من الصحفيين، ونشطاء حقوق الإنسان، وأفراد من المواطنين، وقد وردت بعض التقاريرعبرالبريد الإليكترونى، وتويتر تحت هاشتاج «الاغتصاب في سوريا» (مقطعا واحدا) (#RapeinSyria).
هذا، وقد قامت «النساء تحت الحصار» بالتخطيط البيانى، والجزئي لهذه الحوادث، فقدمت ما يزيد عن 117 قطعة بيانية حاملة لمعلومات لكل مشاركة\إدخال، وقد تم ثوثيق هذه البيانات في وقتها الواقعى باستخدام برنامج متطور يسمى«أنت شاهد»، (Ushahidi).
  تم تحليل هذه البيانات في تقرير شامل مفصل، كشف عن قدر كبير من المعاناة البشرية، وكشفت أيضا المعلومات عن نتائج غير متوقعة؛ منها، أن قوات الحكومة السورية كانت مسئولة بنسبة كبيرة عن الكثير من العنف الجنسى الواقع بالمواطنين.

## قائمة الأعمال
- مركز الإعلام النسائي (WMC)، مشروع«النساء تحت الحصار»: سوريا خريطة للحشد 2012.
- مركز الإعلام النسائي (WMC)، تقارير مشروع «النساء تحت الحصار» العنف الجنسي في مناطق النزاع.
- بورما، 2012.
- جمهورية الكونغو الديمقراطية، 2012.
- سريلانكا، 2013.
- البوسنة، 2012.
- كولومبيا، 2013.
- نانكينج، 2014.
- المكسيك، 2012.
- ليبيا، 2012.
- درافور-السودان، 2012.
- سيراليون، 2013.
- بنغلاديش، 2012.
- كوريا الشمالية، 2012.
- مصر، 2012.
- رواندا، 2012.
- ليبيريا، 2013.
- الهولوكوست، 2012.